# Kronohäktet i Karlshamn
Kronohäktet i Karlshamn var ett cellfängelse vid Stora Torget på rådhusets gård i Karlshamn. 

## Historia
Kronohäktet, som byggdes 1853-1854, öppnades den 1 januari 1854 och hade ursprungligen 32 celler. Byggnadskostnaden var 34 633 kronor. Senare reducerades antalet så att det vid mitten av 1930-talet återstod 25. I slutet av 1800-talet tillkom en mindre byggnad, med bland annat ett kök. Föreståndarens bostad fanns i det intilliggande rådhuset.
Häktet moderniserades aldrig nämnvärt, fast ett missprydande träplank byttes ut mot ett gunnebostängsel och rastgårdarna ersattes av en öppen gård för promenader. Under 1930-talet blev antalet intagna allt färre och var i medeltal endast två.
Häktet lades ned den 30 juni 1936.